# Codifica a descrizioni multiple
La Codifica a Descrizioni Multiple (Multiple Description Coding (MDC) è una tecnica di codifica che frammenta un singolo media stream in n stream indipendenti di uguale importanza (n>=2), chiamati descrizioni. I pacchetti di ogni descrizione sono instradati su cammini multipli e (parzialmente) disgiunti. Per decodificare il Media Stream basta ottenere una descrizione qualunque, tuttavia la qualità migliora se vengono ricevute più descrizioni in parallelo.
L'idea del MDC è di fornire robustezza al media stream.
Poiché un sottoinsieme del numero di descrizioni può essere usato per decodificare lo stream originale, gli intasamenti e le perdite di pacchetto (che sono comuni in reti come internet) non interromperebbero lo stream ma ne causerebbero solo una momentanea perdita di qualità.
Si può stimare che la qualità di uno stream è circa proporzionale al data rate sostenuto al ricevitore. 
MDC è una forma di partizionamento dei dati, paragonabile alla codifica a strati usata nel MPEG-2 e MPEG-4.
Tuttavia, a differenza di MDC, il meccanismo della codifica a strati genera uno strato di base e n strati di miglioramento. Lo strato di base è necessario per decodificare il media stream, gli strati di miglioramento sono utilizzati per migliorare la qualità dello stream. Tuttavia, il primo strato di miglioramento dipende dallo strato di base e ogni strato di miglioramento n + 1 dipende dallo strato n, così l'n+1 può essere applicato solo se lo strato di miglioramento n è già costituito.
Così, i media stream che usano l'approccio a strati sono interrotti ogni volta che manca lo strato di base e di conseguenza gli strati di miglioramento corrispondenti diventano inutili.
Lo stesso succede per gli strati di miglioramento mancanti. In generale ciò significa che nelle reti con perdite, la qualità di un media stream non è proporzionale alla quantità di dati ricevuti.
Oltre alla maggiore tolleranza all'errore, MDC permette lo streaming che si adatta al bit rate dell'utente:
I fornitori di contenuti mandano tutte le descrizioni di un media stream senza badare alle limitazioni alla banda di download dei clienti.
Gli utenti che non possono sostenere il data-rate totale, riceveranno un sottoinsieme delle descrizioni totali vedendo comunque il media stream, così i fornitori di contenuti non si dovranno preoccupare di mandare altri stream a bit-rate inferiori.
La stragrande maggioranza dei codec utilizzati oggi (2006) utilizza una codifica a descrizione singola (SD). Questo approccio non fa nessuna partizione dello stream.
A dispetto dei vantaggi sopra citati per MDC, i codec SD sono predominanti. Le ragioni sono la complessità dello sviluppo dei codec e la perdita di efficienza di compressione.